# Amour frénétique
Pour plus de détails, voir Fiche technique et Distribution.
Amour frénétique (titre original : Loving You) est un film américain réalisé par Hal Kanter, sorti en 1957. Elvis Presley, Lizabeth Scott et Wendell Corey en sont les acteurs principaux.

## Synopsis
Une attachée de presse en instance de divorce remarque, lors d'une campagne électorale dans le Texas, un jeune guitariste talentueux. Elle le fait engager dans l'orchestre de son mari.

## Fiche technique
- Titre original : Loving You
- Titre français : Amour frénétique
- Réalisation : Hal Kanter
- Scénario : Herbert Baker, Hal Kanter d'après une histoire de Mary Agnes Thompson
- Direction artistique : Albert Nozaki et Hal Pereira
- Décorateur de plateau : Sam Comer et Ray Moyer
- Costumes : Edith Head
- Photographie : Charles Lang
- Montage : Howard A. Smith
- Musique : Walter Scharf (non crédité)
- Chorégraphie : Charles O'Curran
- Production : Hal B. Wallis et Paul Nathan (producteur associé)
- Société de production et de distribution : Hal Wallis Productions et Paramount Pictures
- Pays de production :  États-Unis
- Langue : Anglais
- Genre : Film musical
- Format : Couleur (Technicolor) - 35 mm - 1,85:1 - Son : Mono (Westrex Sound Recording)
- Durée : 101 minutes
- Dates de sortie :
  - États-Unis : 9 juillet 1957
  - France : 17 décembre 1957

## Distribution
- Elvis Presley (VF : Stéphane Garcia) : Deke Rivers
- Lizabeth Scott (VF : Geneviève Taillade) : Glenda Markle
- Wendell Corey : Tex Warner
- James Gleason : Carl Meade
- Ralph Dumke : Jim Tallman
- Paul Smith : Skeeter
- Ken Becker : Wayne
- Jana Lund : Daisy Bricker
- Dolores Hart : Susan Jessup
- Steve Pendleton : M. O'Shea
- Myrna Fahey (non créditée) : la troisième demandeuse d'autographe

## À noter
- La mère d’Elvis, Gladys Presley, y fait une apparition en tant que figurante. On peut la voir dans le public lors de la dernière chanson du film intitulée Got a lot o’ livin’ to do!. Quand Elvis descend dans l’allée du public, elle se situe sur la droite, en gilet bleu, derrière la fille au chapeau blanc et applaudit au rythme de la musique[réf. nécessaire].
- Le nom du personnage principal inspirera à Dick Rivers son pseudonyme[1].